# Licantropi: l'apocalisse
Licantropi: l'apocalisse (Werewolf: The Apocalypse) è un gioco di ruolo ambientato nella linea del Mondo di tenebra classico della White Wolf. Correlati al gioco sono stati anche pubblicati il gioco di carte collezionabili Rage e numerosi romanzi. Nel gioco i giocatori assumono il ruolo di lupi mannari, detti "garou" (dal francese "loup garou"). I garou sono solitamente guerrieri impegnati in una guerra su due fronti, da una parte contro la desolazione spirituale della civilizzazione urbana e dall'altra contro le forze sovrannaturali della corruzione (il Wyrm) che cercano di arrivare all'apocalisse. I supplementi di gioco dettagliano anche altre razze di mutaforma.
Nel 2004 la linea editoriale fu interrotta insieme agli altri titoli del Mondo di tenebra, il suo successore nel nuovo Mondo di tenebra fu Lupi mannari: i rinnegati, pubblicato il 14 marzo 2005. Nel 2011 fu annunciata la pubblicazione dell'edizione 20th Anniversary nell'ambito delle nuove edizioni delle ambientazioni del Mondo di tenebra classico. La versione ventennale è stata pubblicata in Italia dalla Raven Distribution. Dal 2012 la gestione della linea è stata ceduta in licenza alla Onyx Path Publishing.

## L'ambientazione
La premessa base del gioco è che i personaggi siano garou. Specificavamente si suppone che abbiano intrapreso un addestramento speciale e riusciti in un rito di iniziazione, dopo il quale sono considerati di rango cliath. Di solito i personaggi formano un branco e lavorano insieme per guadagnare fama tra gli altri garou e salire di rango.
Basicamente il mondo dell'ambientazione è uguale alla Terra, ma in realtà ne è riflesso oscuro, pieno di corruzione, violenza e privo di speranza. Il tono dell'ambientazion è punk-gotico.
In generale i garou lottano per conservare il mondo ed impedire che la negatività porti ad un collasso totale, l'Apocalisse. Lo fanno nascosti all'occhio pubblico, celati all'umanità in generale. I garou spesso cacciano e uccidono umani o creature sovrannaturali che perseguono attivamente l'Apocalisse o che contribuiscono involontariamente ad essa a causa della loro natura parassitaria. Questo include garou decaduti, vampiri, spiriti malvagi, maghi/stregoni e umani (o altre creature) possedute da demoni o spiriti malvagi. I garou si considerano in un certo senso il sistema immunitario del pianeta. Altri temi del gioco sono l'incapacità dei garou di vivere normalmente come umani o tra di essi, sebbene siano nati in forma umana.
In genere tutti gli archetipi della narrativa possono essere inccorporati in una campagna di Werewolf. Storie d'amore o cacce al tesoro stile Indiana Jones sono possibili tanto quanto storie d'investigazione o temi base del fantasy come missioni di scorta o scenari di "cattura la bandiera".

## I Garou
Nel Mondo di Tenebra la licantropia non è una malattia ma un tratto ereditario. Grazie al fatto di essere un essere ibrido (sia lupo che uomo) un garou può accoppiarsi (e lo fa) con entrambe le specie. La famiglia estesa di un garou, comprensiva dei membri non mutaforma, viene detta kinfolk. Spesso i garou hanno un genitore garou e uno non garou, ma nelle famiglie in cui il sangue garou è particolarmente forte entrambi i genitori possono a volte essere entrambi lupi o entrambi uomini.
Le circostanze della nascita di un garou ne determinano il breed ("stirpe"). Un garou nato in forma umana è detto homid, uno nato in forma di lupo è un lupus. La specie della madre determina la stirpe del garou. Un garou nato da due genitori garou è detto metis e l'inincrocio lo rende invariabilmente deforme e sterile. Comunque i metis possiedono vantaggi esclusivi, tra cui la capacità di rigenerarsi in tutte le loro forme ed una comprensione maggiore della società garou, grazie al fatto di vivere tra garou anche prima del cambiamento. In precedenza trattati da paria della società garou, i recenti tempi duri hanno portato alla loro integrazione. La stirpe di un lupo mannaro determina in parte la sua gnosis o consapevolezza spirituale (i lupus sono più in sintonia con il mondo primordiale dello spirito che non gli homid, mentre i metis sono a metà strada tra i due).
Prima del Primo Cambiamento i garou vivono generalmente con i loro genitori, in certi casi i garou che non siano metis non sono a conoscenza della loro vera natura. Solitamente i garou sperimentano il primo cambiamento durante la pubertà, poco dopo i dieci anni per gli homid, intorno agli 1-2 anni di età per i lupus e tipicamente intorno ai 6-10 anni per i metis. Prima del cambiamento i proto-garou sono generalmente incapaci di cambiare forma, una condizione che raramente causa difficoltà agli homid e ai lupus, ma che confina i metis all'interno dei luoghi sacri dei garou, detti caern.
Generalmente anche se la maggior parte dei garou non metis lascia la propria società nativa per vivere con gli altri mutaforma, tenta comunque di mantenersi in contatto con i propri kinfolk per assicurare la protezione della sua famiglia e la vitalità e salute globlale della linea garou. Nel corso dei millenni alcuni kinfolk hanno perso la loro connessione con la società garou e sono inconsapevoli del loro status e se da due di questi genitori non mutaforma nasce un figlio garou questo viene considerato un cucciolo perduto.
Alla creazione del personaggio il giocatore deve scegliere se il suo personaggio è nato in forma umana (homid), di lupo (lupus) o se è un metis. Questa scelta ha alcuni effetti sulla generazione del personaggio, per esempio nel determinare il valore iniziale del tratto gnosis, le sue conoscenze (per esempio il costo esperienza di certi poteri magici) e il suo statu sociale nella società garou.

### Forme
I garou possono cambiare in una di cinque forme distinte:
- Homid è la forma umana, i dati della scheda del personaggio sono di solito relativi a questa forma, anche se non è la sua forma normale.
- Glabro è una forma simile a quella umana che può essere scambiata per quella di un uomo preistorico. Conferisce dei bonus agli attributi, ma non è forte o resistente quanto quella di Crinos.
- Crinos è una forma ibrida mostruosa a metà tra quella di uomo e lupo, la classica forma del lupo mannaro. Questa forma causa anche una forma soprannaturale di confusione, detta delirium agli esseri umani che la vedono.
- Hispo è una forma simile a quella di un canis dirus ("cane terrificante", un carnivoro preistorico simile ai lupi ma di dimensioni maggiori). I bonus agli attributi sono maggiori di quelli della forma lupus.
- Lupus è la forma di lupo. In questa forma il personaggio ha dei bonus agli attributi così come delle riduzioni alla difficoltà di azioni basate sulla percezione.

Secondo le meccaniche di gioco un garou può sempre assumere la forma della sua nascita con facilità. Per assumere un'altra forma è richiesto un tiro di abilità e un certo sforzo. La sequenza delle forme, homid, glabro, crinos, hispo, lupus è fissa. Se il tiro abilità non ottiene un numero di successi sufficienti un garou potrebbe non riuscire a raggiungere la forma desiderata ma ottenerne una compresa tra quella corrente e quella desiderata. Un giocatore può decidere di spenndere un punto energia temporaneo da una riserva chiamata "rage" per cambiare istantaneamente nella forma desiderata.

### Società
I garou non sono creature completamente solitarie. Vivono in branchi, simili a quelli dei lupi e si organizzano in sept (un termine inglese che indica un sottoinsieme di una famiglia, in particolare i clan scozzesi o irlandesi)). Nelle epoche precedenti le sept erano comunità di membri di un'unica tribù di garou, ma in epoca moderna spesso comprendono garou di più tribù. Questo ha condotto alla formazione di branchi multitribali. Alcune sept vivono vicino a un luogo sacro, chiamato caern, un luogo con proprietà magiche. A parte la comunità in cui un garou vive, anche la tribù a cui appartiene può avere una struttura sociale più o meno rigida.
In una campagna di Werewolf: The Apocalypse il personaggio di ogni giocatore di solito forma un branco. Questo può essere vagante (non appartenente a una particolare sept) o avere sede presso una sept. Gli altri garou della sept sono gestiti come personaggi non giocanti dal master.
Le tribu a cui i personaggi possono appartenere formano una libera coalizione nota come "nazione garou". Questa è basata su due aspetti base:
- Un insieme di leggi comuni, detta The Litany
- Le tre virtù, onore, gloria e saggezza.

Il rango di un garou nella società indica la sua fama come essere glorioso, onorevole e saggio.

#### Tribù dei Garou
Le tribù dei garou somigliano a quelle umane nel senso che sono una comunità di membri che condividono discendenza, tradizioni, riti e valori. Ogni tribù di garou può far risalire la sua discendenza agli esseri umani di un'area geografica particolare o da una sottoinsieme demografico di società umane/lupine (o dichiarare che una particolare cultura umana discende da una tribù garou). In epoca moderna tredici tribù servono ancora Gaia, queste sono:
- Black Furies
- Bone Gnawers
- Children of Gaia
- Fianna
- Get of Fenris
- Glass Walkers
- Red Talons
- Shadow Lords
- Silent Striders
- Silver Fangs
- Uktena
- Wendigo

Tre tribù non servono più Gaia:
- I Bunyip dell'Australia (estinti nel corso della "War of Tears" negli anni trenta del XX secolo[8]
- La tribù Croatan dell'America del nord, che si sacrificò ritualmente nel 1589 per bandire un'entità maligna.[8])
- La tribù dei White Howlers della Scozia, corrotta dal Wyrm, approssimativamente nel 200 d.C.[8] diventando la tribù dei Black Spiral Dancer.

Una quarta tribù, gli Stargazers, rimane fedele a Gaia ma si è ritirata dalla nazione garou per unirsi invece alle Beast Court (una libera alleanza di licantropi di altre specie, detti fera) dell'Asia, in uno sforzo di riprendersi e proteggere il loro territorio nativo del Tibet.

#### Auspice
La società garou è anche divisa in cinque auspice o sentieri di vita spirituali in cui un garou nasce. Questi sono legati alle fasi lunari e sono considerati un dono della sorella di Gaia, Luna. Gli auspice determinano in parte la "rage" ("rabbia") di un garou, il suo istinto predatorio violento. Il sistema degli auspice è uno dei pilastri della società garou e aiuta a descrivere le sue caste sociali, predisposizioni e tendenze. Questi sono:
- Ragabash: auspice della luna nuova, il trickster ("ingannatore"), colui che mette in dubbio le tradizioni. I Ragabash hanno il dovere di mettere in dubbio la società garou, mostrando quello che deve essere cambiato e quello che deve essere conservato.
- Theurge: l'auspice della luna crescente, veggenti e sciamani. Colui che inaugura le tradizioni. I theuge servono come intermediari tra i loro fratelli garou e gli spiriti.
- Philodox: auspice della mezzaluna, il mediatore, consigliere e giudice. Il conservatore delle tradizioni. I philodox sono incaricati di conoscere le leggi dei garou e discernere il giusto dallo sbagliato, così come di risolvere i disaccordi.
- Galliard: auspici della luna gibbosa, il bardo. Colui che ama le tradizioni. Il galliard ricorda agli altri garou la loro eredità e storia con la sua passione per le tradizioni dei garou.
- Ahroun: auspice della luna piena, il guerriero. Il protettore delle tradizioni. Anche se tutti i garou sono guerrieri, l'ahroun eccelle nelle arti marziali, anche se spesso è instabile. Il loro compito è di proteggere le tradizioni con abilità, tattica e se occorre, con la forza bruta.

I nomi degli auspice furono originariamente ideati dai Fianna e diverse altre tribù (particolarmente i Get of Fenris e i Wendigo, che hanno disaccordi con i Fianna) usano dei nomi diversi per riferirsi agli auspice. Alcuni garou usano anche nomi associati alle fasi lunari.
Quando un garou compie un atto in accordo con il suo auspice sale di rango nella società garou. Anche se un garou può rinunciare al suo auspice e sceglierne uno diverso, questa è un'azione grave compiuta solo in casi in cui il suo auspice davvero non si adatta al suo vero destino. In questo caso il garou volta le spalle completamente alla sua vita precedente, rinunciando non solo al suo audspice ma anche alla sua fama e ad eventuali doni ricevuti dagli spiriti.
Gli auspice non sono l'unico elemento a definire il ruolo di un garou. Infatti ci si aspetta che ognuno serva in parte anche le funzioni altri auspice. Gli ahroun sono di solito i leader e pertanto alle volte devono mediare i contrasti. Anche gli altri garou a parte i theurge, devono a volte trattare con gli spiriti, anche se non è la loro funzione primaria. Questo è il motivo per cui molte tribù e altre auspice hanno doni specifici per trattare con gli spiriti (per esempio, call of duty, un dono dei philodox). Ci si aspetta che tutti i garou combattano per Gaia, non solo gli Ahroun. Alcune tribù, in particolare i Get of Fenris, si aspettano che tutti i loro membri siano abili combattenti.

#### Litania Garou
Nel suo complesso tutte le tribù della nazione garou seguono un insieme di regole detta la Litania. Il suo rispetto varia da individuo a individuo e da tribù a tribù, andando dalla stretta obbiedenza a un'aderenza solo formale.
- Il garou non si accoppierà con il garou
- Combatti il Wyrm ovunque essi dimori e ogni volta che si riproduce
- Rispetta il territorio di un altro garou
- Accetta una resa onorevole
- Sottomissione a quelli di rango maggiore
- La prima scelta della preda è per quelli di rango maggiore
- Tu non mangerai la carne degli umani
- Rispetta quelli al di sotto di te — tutti apparteniamo a Gaia
- Il velo non sarà sollevato
- Non accetterai che il tuo popolo curi la tua malattia
- Il leader può essere sfidato in ogni momento in un periodo di pace.
- Il leader non sarà sfidato in tempo di guerra
- Non compirai un'azione che permetta a un caern di essere violato.

## Pubblicazioni

### Prima edizione
Fonte
- Deird'Re Brooks, Brian Campbell, Harry Heckel, Heather Heckel, Forrest Marchinton, Matthew McFarland, Deena McKinney, Kyle Olsen, Ethan Skemp (1992). Werewolf: The Apocalypse. (1ª edizione). ww3000. ISBN 1-56504-027-9
- (1992). Werewolf Screen. (1ª edizione). ww3001. ISBN 1-56504-035-X
- Sam Chupp, William Hale, Rob Hatch (1992). Rite of Passage. ww3002. ISBN 1-56504-036-8. Avventura introduttiva.
- Steve Crow (1993). Ways of the Wolf. ww3050. ISBN 1-56504-044-9
- (1993). Valkenburg Foundation. ww3101. ISBN 1-56504-047-3
- Phil Brucato, Ellen P. Kiley, James Kiley, Matthew McFarland (1994). Tribebook: Black Furies. (1ª edizione). ww3051. ISBN 1-56504-093-7
- Brian Campbell (1994). Tribebook: Bone Gnawers. (1ª edizione). ww3052. ISBN 1-56504-094-5
- Jim Comer, Daniel Greenberg, Heather Heckel (1994). Tribebook: Children of Gaia. (1ª edizione). ww3053. ISBN 1-56504-141-0
- Harry L. Heckel, Forrest B. Marchinton, Adam Tinworth (1994). Tribebook: Fianna. (1ª edizione). ww3054. ISBN 1-56504-325-1
- Daniel Greenberg (1992). Rage Across New York. ww3100. ISBN 1-56504-040-6
- Steven Brown (1993). Under a Blood Red Moon. ww3102. ISBN 1-56504-049-X
- Nigel Findley, Geoff McMartin (1993). Dark Alliance: Vancouver. ww3103. ISBN 1-56504-059-7
- Bill Bridges, J. Morrison, William Spencer-Hale (1993). Rage Across the Amazon. ww3104. ISBN 1-56504-061-9
- David Key, George Neal (1993). Rage Across Russia. ww3105. ISBN 1-56504-077-5
- Brian Campbell, Sam Inabinet, Deena McKinney, James A. Moore (1993). Book of the Wyrm. (1ª edizione). ww3200. ISBN 1-56504-041-4
- Ben Chessel, Marc Rudgley, Richard Watts (1994). Rage Across Australia. ww3106. ISBN 1-56504-127-5
- Brian Campbell, Daniel Greenberg, Rob Hatch, Harry L. Heckel (2001). Umbra. (edizione rivista). ww3111. ISBN 1-56504-361-8
- Emery Barnes, Steven Brown, Phil Brucato, et all (1993). Caerns: Places of Power. ww3201. ISBN 1-56504-066-X
- Justin Achilli, Andrew Bates, Bill Bridges, et all (1993). Werewolf Players Guide. (1ª edizione). ww3202. ISBN 1-56504-057-0
- Brian Campbell, Daniel Greenberg, Rob Hatch, Harry L. Heckel (1993). Umbra: The Velvet Shadow. ww3204. ISBN 1-56504-076-7
- Rustin Quaide (1994). Who's Who Among Werewolves: Garou Saga. ww3401. ISBN 1-56504-140-2

### Seconda edizione
Fonte
- Deird'Re Brooks, Brian Campbell, Harry Heckel, Heather Heckel, Forrest Marchinton, Matthew McFarland, Deena McKinney, Kyle Olsen, Ethan Skemp (1994). Werewolf: The Apocalypse. (2ª edizione). ww3600. ISBN 1-56504-112-7
- Clyde Caldwell (1994). Werewolf Storytellers Handbook. ww3205. ISBN 1-56504-131-3
- (1994). Werewolf Screen. (2ª edizione). ww3601. ISBN 1-56504-113-5
- Brad Freeman, Christopher Howard (1994). Monkeywrench: Pentex. ww3203. ISBN 1-56504-060-0
- (1995). Tribebook: Get of Fenris. (1ª edizione). ww3055. ISBN 1-56504-326-X
- (1995). Tribebook: Glass Walkers. (1ª edizione). ww3056. ISBN 1-56504-327-8
- (1995). Tribebook: Red Talons. (1ª edizione). ww3057. ISBN 1-56504-328-6
- (1995). Tribebook: Shadow Lords. (1ª edizione). ww3058. ISBN 1-56504-329-4
- Christopher Howard (1995). Project Twilight. ww3064. ISBN 1-56504-310-3. Organizzazioni governative e cospirazioni nel mondo di tenebra.
- Steven Brown, Phil Brucato, John Scott Burrows, et all (1995). Freak Legion: A Players Guide to Fomori. ww3066. ISBN 1-56504-350-2
- Jackie Cassada (1995). Rage Across Appalachia. ww3107. ISBN 1-56504-313-8
- Bill Bridges, Brian Campbell, James A. Moore, Ethan Skemp (1996). Axis Mundi: The Book of Spirits. ww3067. ISBN 1-56504-315-4
- Sam Inabinet (1996). Chronicle of the Black Labyrinth. ww3404. ISBN 1-56504-314-6
- Brian Armor, Robert Hatch, Ellen P. Kiley, James Kiley, Steve Prescott, Ethan Skemp (1996). Tribebook: Silent Striders. (1ª edizione). ww3059. ISBN 1-56504-330-8
- Emery Barnes, Steven Brown, Phil Brucato, et all (1996). Rage Across the World Volume 1. ww3069. ISBN 1-56504-319-7. Omnibus che comprende Caerns: Places of Power e Rage Across Russia
- Ben Chessel, Nigel Findley, Geoff McMartin, Marc Rudgley, Richard Watts (1996). Rage Across the World Volume 2. ww3070. ISBN 1-56504-320-0. Omnibus che comprende  Rage Across Australia e Dark Alliance: Vancouver.
- Bill Bridges, Daniel Greenberg, J. Morrison, William Spencer-Hale (1996). Rage Across the World Volume 3. ww3071. ISBN 1-56504-324-3. Omnibus di  Rage Across New York e Rage Across the Amazon
- Justin Achilli, Tim Byrd, Ken Cliffe, Ed Hall, Todd Mayville, Ethan Skemp, Mike Tinney (1996). Rage: Warriors of the Apocalypse. ww3403. ISBN 1-56504-318-9
- Sam Chupp, William Hale, Rob Hatch (1996). Werewolf Chronicles Volume 1. ww3207. ISBN 1-56504-321-9. Omnimbus di Rite of Passage e Valkenberg Foundations
- Bill Bridges, Christopher Howard, Adam Tinworth (1997). Tribebook: Silver Fangs. (1ª edizione). ww3060. ISBN 1-56504-331-6
- Bill Bridges, Mark Cenczyk, Chuck Wendig (1997). Tribebook: Stargazers. (1ª edizione). ww3061. ISBN 1-56504-332-4
- Forrest B. Marchinton, Deena McKinney (1997). Kinfolk: Unsung Heroes. ww3074. ISBN 1-56504-308-1
- Bill Bridges, Phil Brucato, Richard Dansky (1997). Breedbook: Bastet. ww3075. ISBN 1-56504-335-9
- James A. Moore (1997). Breedbook: Nuwisha. ww3076. ISBN 1-56504-336-7
- Jackie Cassada, Forrest B. Marchinton, Deena McKinney, Nicky Rea (1998). Tribebook: Uktena. (1ª edizione). ww3062. ISBN 1-56504-333-2
- Steve Crow, Brad Freeman, Christopher Howard (1997). Werewolf Chronicles Volume 2. ww3208. ISBN 1-56504-322-7. Omnibus di materiale precedentemente pubblicato, in particolare Ways of the Wolf e Monkeywrench! Pentex
- Brian Campbell, Harry Heckel, Deena McKinney, Kathleen Ryan, Ethan Skemp (1998). Hengeyokai: Shapeshifters of the East. ww3063. ISBN 1-56504-338-3
- Richard E. Dansky (1998). Breedbook: Corax. ww3077. ISBN 1-56504-337-5
- Phil Brucato, Sam Chupp, Daniel Greenberg, Heather Heckel (1997). Litany of the Tribes Volume 1. ww3380. ISBN 1-56504-302-2. Omnibus di Tribebook: Black Furies, Tribebook: Bone Gnawers e Tribebook: Children of Gaia
- Bill Bridges, Erin Flachsbart, Alia Ogron, Brett Rebischke-Smith (1998). Tribebook: Wendigo. (1ª edizione). ww3078. ISBN 1-56504-334-0
- Jackie Cassada, Nicky Rea (1998). Breedbook: Gurahl. ww3079. ISBN 1-56504-339-1
- Sue Armstrong, Ethan Kemp, Deena McKinney, Sven Skoog (1998). Book of the Weaver. ww3209. ISBN 1-56504-311-1
- Justin Achilli, Andrew Bates, Bill Bridges, et all (1998). Werewolf Players Guide. (2ª edizione). ww3108. ISBN 1-56504-352-9
- Brian Campbell, Sam Inabinet, Deena McKinney, James A. Moore (1998). Book of the Wyrm. (2ª edizione). ww3109. ISBN 1-56504-356-1
- Emrey Barnes, Harry Heckel, James A. Moore (1998). Litany of the Tribes Volume 2. ww3381. ISBN 1-56504-303-0. Omnibus di Tribebook: Fianna, Tribebook: Get of Fenris e Tribebook: Glasswalker
- Brian Campbell, Ben Chessell, Ethan Skemp (1998). Litany of the Tribes Volume 3. ww3382. ISBN 1-56504-304-9. Omnibus di Tribebook: Red Talons, Tribebook: Shadow Lords e Tribebook: Silent Strider
- Brian Campbell (1999). Breedbook: Ratkin. ww3080. ISBN 1-56504-342-1
- Jim Comer (1999). Breedbook: Mokolé. ww3081. ISBN 1-56504-306-5
- Jackie Cassada, Nicky Rea (1999). Rage Across the Heavens. ww3110. ISBN 1-56504-309-X
- Bill Bridges, Phil Brucato, Ethan Skemp (1999). The Silver Record. ww3210. ISBN 1-56504-307-3
- Matthew McFarland (2001). Breedbook: Rokea. ww3083. ISBN 1-56504-364-2
- Bill Bridges, Jackie Cassada, Christopher Howard, Nicky Rea (2000). Litany of the Tribes Volume 4. ww3383. ISBN 1-56504-305-7. Omnibus di Tribebook: Silver Fangs, Tribebook: Stargazers, Tribebook: Uktena e Tribebook: Wendigo
- Justin Achilli, Richard E. Dansky, Deena McKinney, Clayton Oliver, Ethan Skemp (2000). Subsidiaries: A Guide to Pentex. ww3211. ISBN 1-56504-358-8

### GURPS
In seguito a un accordo con la Steve Jackson Games questa pubblicò una versione di Werewolf: the Apocalypse basata sul suo sistema di gioco GURPS:
- Robert M. Schroeck (1993). GURPS Werewolf: The Apocalypse. ISBN 1-55634-276-4

### Werewolf: The Wild West
Werewolf: The Wild West è una versione di Werewolf ambientata cento anni prima nel Far West.
- Justin Achilli, Mark Angeli, Phil Brucato, et al (1997). Werewolf: The Wild West. ww3700. ISBN 1-56504-340-5
- (1997). Frontier Secrets: Werewolf: The Wild West Screen and Book. ww3701. ISBN 1-56504-341-3
- Nancy Amboy, Andrew Bates, et al (1998). Ghost Towns. ww3703. ISBN 1-56504-343-X
- (1998). Wild West Companion. ww3704. ISBN 1-56504-344-8
- James A. Moore (1998). Tales from the Trails: Mexico. ww3705. ISBN 1-56504-345-6
- (1997). Wild West Poker Deck. ww3938. ISBN 1-56504-349-9

### Licantropi: i secoli bui
Nel 1999 fu pubblicato un manuale per ambientare avventure per i lupi mannari nell'ambientazione Vampiri: i secoli bui (la versione storica-medievale di Vampiri: la masquerade)
- Gavin Bennett, Bjørn T. Bøe, Ben Grivno, Matthew McFarland (1999). Werewolf: The Dark Ages. ww3800. ISBN 1-56504-357-X

### Terza edizione
Fonte
- Deird'Re Brooks, Brian Campbell, Harry Heckel, Heather Heckel, Forrest Marchinton, Matthew McFarland, Deena McKinney, Kyle Olsen, Ethan Skemp (2000). Werewolf: The Apocalypse. (edizione rivista). ww3801. ISBN 1-56504-365-0
- Brett Brooks, James A. Moore (2000). Breedbook: Ananasi. ww3082. ISBN 1-56504-359-6
- Forrest B. Marchinton, Deena McKinney, Ethan Skemp (2000). Guardians of the Caerns. ww3212. ISBN 1-56504-360-X
- Bill Bridges, Jackie Cassada, Nicky Rea (2000). Croatan Song. ww3112. ISBN 1-56504-388-X
- Bruce Baugh, Chris Campbell, Jackie Cassada, Nicky Rea, Adam Tinworth (2000). A World of Rage. ww3213. ISBN 1-56504-362-6
- Forrest B. Marchinton, Ethan Skemp (2001). Werewolf Storytellers Companion. (edizione rivista). ww3802. ISBN 1-56504-323-5
- Kraig Blackwelder, Carl Bowen, Ethan Skemp (2001). Breedbook: Nagah. ww3084. ISBN 1-56504-348-0
- (2000). Art of Werewolf: The Apocalypse. ww3803. ISBN 1-58846-302-8
- Lisa Clark-Fleishman, Richard Dansky, Shannon W. Hennessy, Rick Jones (2001). Book of the Wyld. ww3113. ISBN 1-56504-367-7
- Brian Campbell (2001). Tribebook: Bone Gnawers. (edizione rivista). ww3852. ISBN 1-58846-300-1
- Phil Brucato, Ellen P. Kiley, James Kiley, Matthew McFarland (2001). Tribebook: Black Furies. (edizione rivista). ww3851. ISBN 1-56504-389-8
- Christopher Howard, Matthew McFarland (2001). Rage Across Egypt. ww3114. ISBN 1-58846-301-X
- (2002). Werewolf Storytellers Handbook. (edizione rivista). ww3804. ISBN 1-58846-304-4
- Chris Campbell, Matthew McFarland, C.A. Suleiman (2002). Possessed: A Players Guide. ww3810. ISBN 1-58846-307-9
- (2002). Book of the City. ww3811. ISBN 1-58846-310-9
- Jim Comer, Daniel Greenberg, Heather Heckel (2002). Tribebook: Children of Gaia. (edizione rivista). ww3853. ISBN 1-58846-303-6
- (2002). Tribebook: Get of Fenris. (edizione rivista). ww3855. ISBN 1-58846-312-5
- (2002). Tribebook: Glass Walkers. (edizione rivista). ww3856. ISBN 1-58846-308-7
- (2002). Tribebook: Red Talons. (edizione rivista). ww3857. ISBN 1-58846-309-5
- Harry L. Heckel, Forrest B. Marchinton, Adam Tinworth (2002). Tribebook: Fianna. (edizione rivista). ww3854. ISBN 1-58846-306-0
- Brian Campbell, Chris Campbell (2002). Tribebook: Shadow Lords. (edizione rivista). ww3858. ISBN 1-58846-311-7
- (2003). Players Guide to Garou. ww3806. ISBN 1-58846-313-3
- Bjørn T. Bøe, Chris Campbell, Jackie Cassada, Richard Dansky, Matthew McFarland, Nicky Rea (2003). Players Guide to the Changing Breeds. ww3807. ISBN 1-58846-318-4. Aggiornamento dei manuali della serie Breedbook dedicati ai mutaforma non lupimannari.
- Matthew McFarland, Deena McKinney, Julian Mensch, Mark Rein·Hagen (2003). Book of Auspices. ww3812. ISBN 1-58846-315-X
- Sean Riley (2003). Hammer & Klaive. ww3813. ISBN 1-58846-317-6
- Bruce Baugh, Ethan Skemp (2003). Past Lives. ww3814. ISBN 1-58846-319-2
- Brian Armor, Robert Hatch, Ellen P. Kiley, James Kiley, Steve Prescott, Ethan Skemp (2003). Tribebook: Silent Striders. (edizione rivista). ww3859. ISBN 1-58846-314-1
- Bill Bridges, Christopher Howard, Adam Tinworth (2003). Tribebook: Silver Fangs. (edizione rivista). ww3860. ISBN 1-58846-316-8
- Bill Bridges, Mark Cenczyk, Chuck Wendig (2003). Tribebook: Stargazers. (edizione rivista). ww3861. ISBN 1-58846-320-6
- Jackie Cassada, Forrest B. Marchinton, Deena McKinney, Nicky Rea (2003). Tribebook: Uktena. (edizione rivista). ww3862. ISBN 1-58846-321-4
- Bill Bridges, Erin Flachsbart, Alia Ogron, Brett Rebischke-Smith (2003). Tribebook: Wendigo. (edizione rivista). ww3863. ISBN 1-58846-322-2
- Chris Bowen, Chris Campbell, James Comer, Harry Heckel, Rick Jones, James Kiley, Sean Riley (2004). Apocalypse. ww3999. ISBN 1-58846-323-0

### Quarta edizione
- Werewolf: The Apocalypse (20th Anniversary Limited Edition)